# Тавьёв, Исраэль Хаим
Тавьёв Исраэль Хаим ( 1858, Друя — 2 декабря 1920, Рига ) — еврейский писатель, журналист, переводчик, педагог периода Хаскала. Писал на иврите.

## Биография
Тавьёв Исраэль Хаим родился в местечке Друя. В возрасте двух лет его семья переехала в Ригу, где отец получил должность бухгалтера местного коммерческого предприятия. Будучи приверженцем Хаскалы, отец поощрял Тавьева к изучению не только традиционной еврейской литературы, но и светских наук и иностранных языков.

Ещё в юности были опубликованы его корреспонденции в журнале «Ха-Леванон». В 1889 он начал публиковать сатирические фельетоны в журнале «Ха-Мелиц». В основанном в 1901 году в Варшаве еженедельнике «Хa-Дор» вел специальные отделы (внутреннюю хронику и обзор печати). В период с 1905 по 1908 был членом редакции ежедневного издания «Ха-Зман», издававшегося в Вильнюсе. С педагогическими целями сделал попытку (1908) издавать ежедневную газету для детей «Хе-Хавер», выходившую всего пять месяцев, затем издавал ту же газету в виде еженедельника (1909—10).

Составитель целого ряда руководств по изучению еврейского языка («Море ха-Йладим», «Эден ха-Йладим», «Торат ха-Никуд», «Море ха-Сигнон», «Мивхар ха-Сифрут». Автор многих статей о языке и фольклоре, нескольких пьес и многочисленных переводов.

### Произведения
- «Оцар ха-мшалим ве-ха-питгамим» («Сокровищница пословиц и поговорок»; 1919);
- хрестоматия «Эден-Йеладим» («Детский рай»);
- «Ха-Мехин» («Подготовитель», 1899, простейшие тексты на иврите);
- антология «Мивхар ха-сифрут» («Избранная литература»; 1899);
- письмовник «Игрон ли-вней ха-не‘урим» («Письмовники для юношества», Бердичев, 1890);
- пьеса «Иш ха-Руах» (1892);
- пьеса «Ха-Сорер бе-вейто» («Хозяин у себя дома», 1899);